# Gare de Saint-Sébastien
Pour les articles homonymes, voir Gare de Saint-Sébastien (homonymie).
La gare de Saint-Sébastien est une gare ferroviaire française, de la ligne des Aubrais - Orléans à Montauban-Ville-Bourbon, située sur le territoire de la commune de Saint-Sébastien, quartier de Vaussujean, le département de la Creuse, en région Nouvelle-Aquitaine.
C'est une gare de la Société nationale des chemins de fer français (SNCF) desservie par les trains du réseau TER Nouvelle-Aquitaine.

## Situation ferroviaire
Établie à 322 mètres d'altitude, la gare de bifurcation de Saint-Sébastien est située au point kilométrique (PK) 322,967 de la ligne des Aubrais - Orléans à Montauban-Ville-Bourbon, entre les gares ouvertes d'Éguzon et de La Souterraine. Autrefois, avant La Souterraine se trouvait la gare de Forgevieille.
Elle était l'origine au PK 322,967 de la ligne de Saint-Sébastien à Guéret (aujourd'hui déclassée).

## Histoire
Le 26 juin 1881 a eu lieu la déclaration d'utilité publique de la ligne de Saint-Sébastien à Guéret. La concession de la gare est donnée le 28 juin 1883, à la Compagnie du Chemin de fer de Paris à Orléans.
Le 16 août 1886 est mise en service de la ligne de Saint-Sébastien à Guéret. La ligne fermera au trafic voyageur, le 27 juin 1940, puis au trafic des marchandises, le 18 mai 1952 et sera déclassée le 12 novembre 1954.
Malgré la mobilisation des élus locaux et du Comité de défense, la gare a perdu sa desserte par les trains Téoz en décembre 2007, mais reste desservie depuis Paris, par des correspondances TER via Châteauroux ou La Souterraine.

## Fréquentation
La fréquentation de la gare est détaillée dans le tableau ci-dessous :
| 2014  | 2015  | 2016  | 2017  | 2018  | 2019  | 2020  | 2021  | 2022  | 2023  |
| ----- | ----- | ----- | ----- | ----- | ----- | ----- | ----- | ----- | ----- |
| 5 816 | 5 263 | 4 985 | 4 868 | 4 003 | 4 365 | 2 321 | 2 989 | 4 818 | 5 523 |

## Service des voyageurs

### Accueil
Gare SNCF, elle dispose d'un bâtiment voyageurs avec guichet ouvert le samedi de 9 à 12 h, d'un espace d'attente en gare chauffé avec places assises ouvert le samedi matin, d'un espace d'attente sur les quais avec places assises abritées, de toilettes et de boîte aux lettres.
Elle est équipée de deux quais latéraux : le quai 1 (voie 2) mesure 385 m de long  et le quai 2 (voie 1) mesure 440 m de long.
Le changement de quai se fait par une passerelle.

### Desserte
Saint-Sébastien est desservie par des trains TER Nouvelle-Aquitaine, qui circulent entre Orléans, Vierzon, Châteauroux et Limoges.
Les trajets étant assurés par des trains de type Z 27500, B 81500 et parfois Z 21500.

### Intermodalité
La gare est desservie par la ligne R15 du réseau d'autocars TER Nouvelle-Aquitaine.
Un parking pour les véhicules y est aménagé.

### Parcours de randonnée
La gare de Saint-Sébastien est le point de départ de la voie verte L'échappée verte qui se poursuit jusqu'à Dun-le-Palestel avec un prolongement projeté jusqu'à Guéret.